# Кнежа
Кнежа́ (болг. Кнежа) — город в Болгарии. Находится в Плевенской области, входит в общину Кнежа. Население составляет 10 285 человек (2022).

## История
В 1968 году здесь был открыт филиал софийского завода "Георги Костов" (с 1987 года выделенный в самостоятельное предприятие - машиностроителен завод "Георги Михайлов"), выпускавший вилочные погрузчики "Балканкар".

## Политическая ситуация
Кмет (мэр) общины Кнежа — Симеон Тодоров Шарабански (коалиция в составе 3 партий: Болгарская социал-демократия (БСД), Союз свободной демократии (ССД), Союз демократических сил (СДС)) по результатам выборов в правление общины.

## Известные уроженцы
- Роксана (род. 1977) — болгарская поп-фолк певица цыганского происхождения.